# Stadio Yanggakdo
Lo stadio Yanggakdo (in coreano: 김일성경기장; Yang-gagdogyeong-gijangLR) è uno stadio situato sull'isola Yanggakdo, nella città di Pyongyang, capitale della Corea del Nord. Inaugurato il 18 maggio 1989, ha una capienza di 30 000 posti e viene utilizzato per lo più per partite calcistiche.

## Descrizione
Oltre al principale campo da calcio, la struttura contiene: una pista per l'atletica leggera, un'area dedicata al culturismo, una per il sollevamento pesi, una sala da ping pong, una per la boxe, un'altra per il wrestling e un'altra ancora dedicata al judo. L'impianto è dotato anche di una piccola piscina, otto campi da tennis, una sala per le trasmissioni radio e una per le strutture mediche. Accanto al campo da calcio principale sono presenti altri tre campi più piccoli, dedicati principalmente agli allenamenti e alle partite amichevoli.